# Coteaux Beauclair
Coteaux Beauclair è una stazione della linea 11 della metropolitana di Parigi.
Si trova tra i comuni di Noisy-le-Sec e Rosny-sous-Bois.

## Storia
La stazione, il cui nome previsto era quello di Londeau-Domus, è stata costruita nell'ambito del prolungamento della linea 11 da Mairie des Lilas verso Rosny-Bois-Perrier: per ovviare al forte dislivello tra Noisy-le-Sec e Rosny-sous-Bois si è dovuto optare per la realizzazione di un viadotto, sul quale è stata poi posta la stazione; le ditte costruttrici sono state Bouygues Construction, Soletanche Bachy, EFF e Victor Buyck Steel Construction, mentre il progetto è stato realizzato da Marc Mimram. La denominazione di Coteaux Beauclair è stata ufficializzata nel settembre 2022.
Viene inaugurata il 13 giugno 2024.

## Struttura
La stazione è posta su un viadotto, ad un'altezza di 8 metri, e dispone di due binari serviti da due banchine laterali, accessibili tramite scale, scale mobili e ascensori.

## Interscambio
- Fermata autobus

## Servizi
La stazione dispone di:
- Accessibilità per portatori di handicap
- Ascensori
- Scale mobili
- Emettitrice automatica biglietti
- Servizi igienici